# 全棘伴突吸虫
全棘伴突吸虫（学名：Sodalis holospinotus）为棘口科伴突属的动物。分布于越南以及中国大陆的天津、陕西等地，营寄生生活，寄生在肠中。